# جيمس باربر
جيمس باربر (بالإنجليزية: James Barbour) وهو سياسي ودبلوماسي أمريكي ينتمي إلى الحزب الديمقراطي - الجمهوري ولد جيمس باربر في 10 حزيران - يونيو من سنة 1775 مقاطعة أورانج بولاية فيرجينيا. درس باربر القانون وبدأ مسيرته في سنة 1794 كمحام. في يوم 3 كانون الثاني من سنة 1812 شغل جيمس بابر منصب حاكم ولاية فيرجينيا الأمريكية وقد استمر بابر في منصبه كحاكم على ولاية فيرجينيا إلى يوم 1 كانون الأول من سنة 1814.خدم بعدها باربر كعضو في مجلس الشيوخ الأمريكي ممثلا عن ولاية فيرجينيا ما بين عامي 1815 إلى عام 1825 وفي أثناء خدمته كعضو في مجلس الشيوخ شغل باربر منصب الرئيس المؤقت لمجلس الشيوخ الأمريكي ما بين 15 شباط من سنة 1819 إلى 26 كانون الاول من نفس السنة. بعدها شغل جيمس بابر منصب وزير الحربية في عهد الرئيس جون كوينسي آدامز ما بين 7 أذار من سنة 1825 إلى 23 أيار من سنة 1828. بعدها عين باربر في منصب وزير مفوض وسفير فوق العادة في بريطانيا ما بين عامي 1828 إلى عام 1829. توفي جيمس بابر في 7 حزيران - يونيو من سنة 1842 في مقاطعة أورنج بولاية فيرجينيا.

## روابط خارجية
- جيمس باربر على موقع إن إن دي بي (الإنجليزية)